# Футбол на летних Олимпийских играх 1956 — квалификация
Отборочный турнир футбольных соревнований летних Олимпийских игр 1956 прошёл с 23 октября 1955 года по 31 июля 1956 года. Этот турнир считается первым в истории отбором к олимпийскому футбольному турниру. До этого к участию в Олимпийских играх допускались все желающие сборные. Поскольку в преддверии 1956 года число сборных, зарегистрировавшихся на участие в олимпийском турнире, достигло 37, было принято решение организовать предварительные матчи по системе «дома-на выезде», победитель которых определялся по сумме двух встреч.

## Формат
Континентальные футбольные федерации не были привлечены к данному турниру. Организацией и координацией занималась Олимпийская комиссия ФИФА во главе с Карелом Лотси, Стэнли Роузом и Куртом Гассманом. Жеребьёвка отборочных игр состоялась 13 июня 1955 года в Амстердаме. Пары формировались с учётом географических условий, победитель определялся по сумме двух матчей (дома и на выезде). В случае равенства числа забитых мячей у обоих команд назначается дополнительное время. Если и по его окончании счёт остаётся ничейным, победитель определяется жребием.
В итоге все сборные играли с представителями своего континента. Сборная Австралии была автоматически допущена к олимпийскому турниру как представитель страны-организатора. Позже стало известно, что сборные Польши, Индии и Таиланда также досрочно попадут на Олимпийские игры, так как их соперники отказались от отборочных матчей (в частности снялись сборные Дании, Швеции, Исландии, Франции, Чехословакии, Бирмы, Гонконга, Сингапура, Судана).
Из 37 заявленных сборных в итоге реально осталось лишь 24, из них 10 европейских, 2 американские, 12 азиатских и 2 африканские команды.
К моменту завершения отборочного турнира возникла проблема с недобором участников олимпийского турнира. Польша, освобождённая от отбора, отказалась от своего участия в Играх. Кроме того снялись также сборные Румынии, Мексики, Афганистана, Ирана, Филиппин и Китайской республики (Тайваня). Место Польши заняла сборная Великобритании, проигравшая отборочные матчи болгарской команде.
ФРГ и ГДР согласились участвовать в Олимпийских играх объединённой командой, при этом МОК на тот момент признавал лишь олимпийский комитет ФРГ. Объединённая германская команда получила досрочную квалификацию на олимпийский турнир. Это позволило также досрочно отобраться сборным Турции и Венгрии вследствие того, что их соперниками были ФРГ и ГДР соответственно.
Впоследствии уже перед самими Играми от участия в турнире по разным причинам отказались сборные Турции и Южного Вьетнама (по финансовым причинам), Венгрии (в связи с восстанием и советским вторжением), Китая (в знак протеста против участия в Играх представителей Тайваня) и Египта (из-за Суэцкого кризиса). Вместо Египта участие в турнире было предложено Эфиопии, а вместо Венгрии была приглашена Южная Корея, однако они тоже отказались.

## Результаты по континентам

### Европа
- Польша досрочно попала на олимпийский турнир по итогам жеребьёвки.

| Команда 1 | Итог | Команда 2      | 1-й матч | 2-й матч |
| --------- | ---- | -------------- | -------- | -------- |
| Болгария  | 5–3  | Великобритания | 2–0      | 3–3      |
| Югославия | +:-1 | Румыния        | —        | —        |
| Венгрия   | +:-2 | ГДР            | —        | —        |
| Турция    | +:-2 | ФРГ            | —        | —        |
| СССР      | 7–1  | Израиль        | 5–0      | 2–1      |

1 Румыния снялась с отбора.

2 ФРГ и ГДР снялись, так как обе немецкие сборные согласились создать объединённую команду на Олимпийских играх, которая автоматически прошла отбор.
| Болгария                            | 2–0 | Великобритания |
| ----------------------------------- | --- | -------------- |
| Стефан Стефанов 30′ · Крум Янев 61′ |     |                |

| Великобритания                                | 3–3 | Болгария                                                            |
| --------------------------------------------- | --- | ------------------------------------------------------------------- |
| Боб Хардисти 12′, 62′ · Джим Льюис 77′ (пен.) |     | Димитр Миланов 28′ · Стэнли Принс 32′ (авт.) · Георгий Димитров 66′ |

Обе сборные попали на олимпийский турнир.
| СССР                                                                  | 5–0      | Израиль |
| --------------------------------------------------------------------- | -------- | ------- |
| Борис Татушин 2′ · Валентин Иванов 26′, 71′ · Никита Симонян 45′, 78′ | Протокол |         |

| Израиль           | 1–2      | СССР                                   |
| ----------------- | -------- | -------------------------------------- |
| Наум Стельмах 64′ | Протокол | Борис Татушин 59′ · Анатолий Ильин 79′ |

СССР победил по сумме двух матчей со счётом 7:1.

### Азия
| Команда 1     | Итог | Команда 2            | 1-й матч | 2-й матч |
| ------------- | ---- | -------------------- | -------- | -------- |
| Южный Вьетнам | 9–5  | Камбоджа             | 5–2      | 4–3      |
| Иран          | 1    | Афганистан           | —        | —        |
| Индия         | 2    | Таиланд              | —        | —        |
| Япония        | 2–23 | Республика Корея     | 2–0      | 0–2      |
| КНР           | +:-4 | Филиппины            | —        | —        |
| Индонезия     | +:-5 | Китайская Республика | —        | —        |

1 Обе команды снялись с турнира.

2 Обе команды прошли дальше в связи со снятием двух сборных в другой паре.

3 Обе игры были сыграны в Японии из-за отсутствия подходящего стадиона в Южной Корее. Победитель определён жребием.

4 Филиппины снялись.

5 Китайская республика снялась после того, как организаторы постановили, что команда должна играть под флагом ФИФА в выездном матче из-за рисков безопасности, связанных с использованием флага Китайской республики на территории Индонезии.
| Южный Вьетнам                                                     | 5–2 | Камбоджа                     |
| ----------------------------------------------------------------- | --- | ---------------------------- |
| Ван Дуок 6′, 12′ · Хоеун 33′ (авт.) · Куанг Тхак 40′ · Ван Ту 61′ |     | Нгуон Туй 65′ · Ди Тамом 80′ |

| Камбоджа                                                  | 3–4 | Южный Вьетнам                                      |
| --------------------------------------------------------- | --- | -------------------------------------------------- |
| Конг Тхан 27′ (пен.) · Ви Нхон ? (авт.) · Нгуон Тхань 65′ |     | Ван Нхунг 23′, 80′ · Ван Дуок 60′ · Куанг Тхак 85′ |

Южный Вьетнам победил по сумме двух матчей со счётом 9:5.
| Япония                             | 2–0      | Республика Корея |
| ---------------------------------- | -------- | ---------------- |
| Масао Утино 30′ · Исао Ивабути 77′ | Протокол |                  |

| Япония | 0–2      | Республика Корея                   |
| ------ | -------- | ---------------------------------- |
|        | Протокол | Сон Нак Ун 59′ · Чхве Кван Сок 65′ |

Япония выиграла благодаря жребию.

### Африка
| Команда 1 | Итог | Команда 2 | 1-й матч | 2-й матч |
| --------- | ---- | --------- | -------- | -------- |
| Эфиопия   | 3–9  | Египет    | 1–4      | 2–5      |

| Эфиопия | 1–4 | Египет                                                     |
| ------- | --- | ---------------------------------------------------------- |
| 69′     |     | Рифат Эль-Фанагили 2′, 35′ · Ад-Диба 53′ · Хассан Адам 60′ |

| Египет                                                                                     | 5–2 | Эфиопия                  |
| ------------------------------------------------------------------------------------------ | --- | ------------------------ |
| Саед Салех 7′ · Рафат Аттия 43′ · Шериф Эль-Фар 46′ · Ад-Диба 63′ · Рифат Эль-Фанагили 74′ |     | Беко 56′ · Метаферия 61′ |

Египет победил по сумме двух матчей со счётом 9:3.

### Америка
| Команда 1 | Итог | Команда 2 | 1-й матч | 2-й матч |
| --------- | ---- | --------- | -------- | -------- |
| США       | +:-1 | Мексика   | —        | —        |

1 Мексика снялась с отбора.